# Katrin Krabbe
Katrin Krabbe-Zimmermann (Neubrandenburg, 22 november 1969) is een voormalige Duitse atlete, die tot de Duitse hereniging in 1990 voor de DDR uitkwam. Ze werd wereldkampioene op de 100 m en de 200 m.

## Biografie

### Wereldkampioene bij de junioren
Op twaalfjarige leeftijd meldde Krabbe zich aan bij de atletiekvereniging SC Neubrandenburg, waar ook haar vader voetballer en later trainer was. Al snel bleek Katrin Krabbe talent te hebben. In 1985 werd ze tweede op de 100 m en derde op de 200 m tijdens de jeugd Spartakiade. Op zestienjarige leeftijd behoorde ze op de wereldkampioenschappen voor junioren tot de succesvolste deelnemers. In 1988 won ze de 200 m op het WK junioren in Sudbury en tijdens de 4 x 100 m estafette liep ze haar persoonlijke record van 10,89 s, waarmee zij zich kwalificeerde voor de Olympische Spelen van 1988 in Seoel. Daar liep ze in de halve finale een zesde tijd in 22,59 op de 200 m.

### Duits, Europees en wereldkampioene
Haar internationale doorbraak kwam op het EK 1990 in Split. Daar won Krabbe goud op de 100 m, 200 m en de 4 x 100 m estafette. Het jaar erop werd ze Duits kampioene op de 100 m en de 200 m en won ze ook beide afstanden op het WK in Tokio. Krabbe versloeg hierbij haar grootste rivalen Gwen Torrence en Merlene Ottey. In 1990 werd ze tot Duits sportvrouw van het jaar verkozen.

### Veroordeeld wegens dopinggebruik
Door een veroordeling wegens dopinggebruik kon Katrin Krabbe niet deelnemen aan de Olympische Spelen van Barcelona in 1992. Samen met een aantal teamgenoten leverde ze tijdens een training in Zuid-Afrika een schoon urinemonster in. Echter, haar teamgenoten leverden de urine in van dezelfde vrouw, die ook nog zwanger bleek te zijn. Bij haar en haar trainingspartner Grit Breuer werd het verboden middel Clenbuterol aangetroffen. Alhoewel dit middel nog niet op de officiële dopinglijst stond, werden ze beiden door de Duitse atletiekbond voor één jaar geschorst. De IAAF verlengde deze schorsing tot twee jaar.
In tegenstelling tot Grit Breuer ging Katrin Krabbe in hoger beroep. Hierin werd de IAAF veroordeeld tot het betalen van 1,2 miljoen Duitse mark wegens het mislopen van sponsorgelden en wedstrijdpremies.
Krabbe probeerde een comeback te maken, maar dat mislukte. Dit betekende het einde van haar sportcarrière.
Ze was getrouwd met wereldkampioen roeien Michael Zimmermann en is moeder van twee zonen. Ze runt een sportwinkel in Neubrandenburg, die ze met haar toenmalige verloofde, olympisch kanoër, Torsten Krentz, geopend heeft.

## Titels
- Wereldkampioene 100 m - 1991
- Wereldkampioene 200 m - 1991
- Wereldkampioene junioren 200 m - 1988
- Europees kampioene 100 m - 1990
- Europees kampioene 200 m - 1990
- Oost-Duits kampioene 100 m - 1989
- Oost-Duits kampioene 200 m - 1990[1]
- Duits kampioene 100 m - 1991
- Duits kampioene 200 m - 1991
- Duits indoorkampioene 60 m - 1991, 1992

## Persoonlijke records
| Onderdeel | Prestatie | Datum            | Plaats  |
| --------- | --------- | ---------------- | ------- |
| 100 m     | 10,89 s   | 20 juli 1988     | Berlijn |
| 200 m     | 21,95 s   | 30 augustus 1990 | Split   |

## Palmares

### 60 m
- 1991: 6e WK indoor - 7,20 s

### 100 m
- 1988:  WJK - 11,23 s
- 1989:  Europa Cup A - 11,14 s
- 1990:  EK - 10,89 s
- 1991:  WK - 10,99 s
- 1991:  Europacup A - 11,45 s

### 200 m
- 1986:  WJK - 23,31 s
- 1988:  WJK - 22,34 s
- 1990:  EK - 21,95 s
- 1991:  WK - 22,09 s

### 4 x 100 m estafette
- 1990:  EK - 41,68 s
- 1991:  WK - 42,33 s

### 4 x 400 m estafette
- 1991:  WK - 3.21,25

## Onderscheidingen
- Duits sportvrouw van het jaar - 1990
- Europees sportvrouw van het jaar (Evgen Bergant Trofee) - 1990
- IAAF-atlete van het jaar - 1991